# 劉焯
劉焯（544年—610年），字士元，信都昌亭（今河北省冀縣一帶）人，隋朝天文學家。曾任太學博士等職，精於曆法，隋文帝仁壽四年（604年）編成《皇極曆》，在於歲差部分有極大改進，比過去的曆法準確，惜未被採用。卒於隋煬帝大業六年（610年），享年六十七。與劉炫合稱二劉。

## 文內注釋
1. ↑  s:隋書/卷18 四年，駕幸汾陽宮，太史奏曰：「日食無效。」帝召焯，欲行其曆。袁充方幸於帝，左右冑玄，共排焯曆，又會焯死，曆竟不行。術士咸稱其妙，故錄其術云。